# Valencia-Rundfahrt
Die Valencia-Rundfahrt (dt. Bezeichnung), eigentlich Vuelta a la Comunidad Valenciana, ist ein spanisches Etappenrennen für Radrennfahrer in der autonomen Gemeinschaft Valencia. Die Rundfahrt gehörte seit 2005 zur UCI Europe Tour und findet jährlich Mitte Februar statt. Sie war in die Kategorie 2.1 eingestuft.
Im Jahr 2009 fand keine Austragung statt, da aufgrund der angespannten wirtschaftlichen Lage in Spanien sich keine Sponsoren zur Unterstützung bereitfanden. Die Regionalbank Bancaja hatte sich als einstiger Förderer der vorangegangenen 29 Wettbewerbe zurückgezogen. Weitere Versuche, die Rundfahrt zumindest als Teil der UCI Europe Tour 2011 wieder ins Leben zu rufen, scheiterten ebenfalls an der Sponsorenfrage. Daraufhin erwogen die Organisatoren einen erneuten Versuch für die Saison 2012, der jedoch ebenfalls nicht von Erfolg gekrönt war.
Im Jahr 2015 unternahm Ángel Casero mit seinem Bruder Rafael mithilfe von Sponsorenzusagen einen erneuten Versuch das Rennen zu wieder zu beleben. Das Rennen wurde in Kategorie 2.1 der UCI Europe Tour 2016 im Februar 2016 ausgetragen. Seit 2020 ist die Volta Teil der neu geschaffenen UCI ProSeries. Rekordsieger mit 3 Siegen in der Gesamtwertung ist Alejandro Valverde. Mit insgesamt 11 Etappensiegen hat Alessandro Petacchi die meisten Etappensiege errungen.
Seit 2019 wird im Rahmen der Rundfahrt das Eintagesrennen Vuelta a la Comunidad Valenciana Femeninas ausgetragen.

## Palmarès
| Jahr                                               | Sieger                        | Zweiter                     | Dritter                    |
| -------------------------------------------------- | ----------------------------- | --------------------------- | -------------------------- |
| Vuelta al Levante                                  |                               |                             |                            |
| 1929                                               | Salvador Cardona              | Valeranio Riera             | Jean Mateu                 |
| 1930                                               | Mariano Cañardo               | Josep Maria Sans Ciurana    | Jean Mateu                 |
| 1931                                               | Federico Ezquerra             | Valeranio Riera             | Mariano Cañardo            |
| 1932                                               | Ricardo Montero               | Mariano Cañardo             | Antonio Escuriet           |
| 1933                                               | Antonio Escuriet              | Emiliano Álvarez            | Federico Ezquerra          |
| 1934-1939 keine Austragung                         |                               |                             |                            |
| 1940                                               | Federico Ezquerra             | Diego Chafer                | Antonio Escuriet           |
| 1941 keine Austragung                              |                               |                             |                            |
| 1942                                               | Julián Berrendero             | Fermo Camellini             | Diego Chafer               |
| 1943                                               | Francisco Antonio Andrés      | Julián Berrendero           | Isidro Bejerano            |
| 1944                                               | Antonio Martín Eguia          | Vicente Miró                | Delio Rodríguez            |
| 1945-1946 keine Austragung                         |                               |                             |                            |
| 1947                                               | Joaquim Olmos                 | Agustí Miró i Caballé       | Juan Gimeno                |
| 1948                                               | Emilio Rodríguez              | Ricardo Ferrándiz           | Juan Gimeno                |
| 1949                                               | Joaquim Filba Pascual         | Matías Alemany Enseñat      | Antonio Sánchez Belando    |
| 1950-1953 keine Austragung                         |                               |                             |                            |
| 1954                                               | Salvador Botella              | Vicente Iturat              | Bernardo Ruiz              |
| 1955                                               | Francisco Masip               | Mariano Corrales            | José Segú                  |
| 1956                                               | René Marigil                  | Antonio Bertrán             | José Escolano Sánchez      |
| 1957                                               | Bernardo Ruiz                 | Salvador Botella            | Andrés Trobat              |
| 1958                                               | Hilaire Couvreur              | Joan Escolà                 | Julio San Emeterio Abascal |
| 1959                                               | Rik Van Looy                  | Edgard Sorgeloos            | Gilbert Desmet             |
| 1960                                               | Fernando Manzaneque           | Francisco Moreno Martínez   | Jesús Galdeano             |
| 1961                                               | Salvador Botella              | Joaquín Barceló Santonja    | Gabriel Mas                |
| 1962                                               | Fernando Manzaneque           | Antonio Bertrán             | José Martín Colmenarejo    |
| 1963                                               | José Martín Colmenarejo       | Raúl Rey Fomosel            | Esteban Martín Jiménez     |
| 1964                                               | Antonio Gómez del Moral       | Antón Barrutia              | Eusebio Vélez              |
| 1965                                               | José Pérez Francés            | José Suria                  | Sebastián Elorza Uría      |
| 1966                                               | Angelino Soler                | José Antonio Momeñe         | José Suria                 |
| 1967                                               | José Pérez Francés            | Angelino Soler              | Eugenio Lisarde            |
| 1968                                               | Mariano Díaz                  | Andrés Gandarias Albizu     | Daniel Varela              |
| 1969                                               | Eddy Merckx                   | José Manuel López Rodríguez | Gabriel Mascaró            |
| 1970                                               | Ventura Díaz                  | Jesús Manzaneque            | Joaquín Galera             |
| 1971                                               | José Manuel López Rodríguez   | Luis Ocaña                  | Juan Zurano                |
| 1972                                               | Txomin Perurena               | Santiago Lazcano            | Tino Tabak                 |
| 1973                                               | José Antonio González Linares | José Manuel Fuente          | José Luis Abilleira        |
| 1974                                               | Marcello Bergamo              | José Luis Abilleira         | Pedro Torres               |
| 1975                                               | Vicente López Carril          | Santiago Lazcano            | Nemesio Jiménez            |
| 1976                                               | Gonzalo Aja                   | Jose Luis Viejo             | Joaquim Agostinho          |
| 1977                                               | Bernt Johansson               | René Leuenberger            | Custodio Mazuela           |
| 1978 keine Austragung Vuelta a las Tres Provincias |                               |                             |                            |
| 1979                                               | Vicente Belda                 | Bernardo Alfonsel           | Eulalio García             |
| 1980                                               | Klaus-Peter Thaler            | Eduardo Chozas Olmo         | Jordi Fortià Martí         |
| 1981                                               | Alberto Fernández Blanco      | Pedro Muñoz                 | Antonio Coll               |
| 1982                                               | Pedro Muñoz                   | Faustino Rupérez            | Bernardo Alfonsel          |
| 1983                                               | Reimund Dietzen               | Stefan Mutter               | Julián Gorospe             |
| Vuelta a la Comunidad Valenciana                   |                               |                             |                            |
| 1984                                               | Bruno Cornillet               | Pello Ruiz Cabestany        | Ángel Camarillo            |
| 1985                                               | Jesús Blanco Villar           | Frits Pirard                | Sean Kelly                 |
| 1986                                               | Bernard Hinault               | Jesús Blanco Villar         | Jörg Müller                |
| 1987                                               | Stephen Roche                 | Jesús Blanco Villar         | Julián Gorospe             |
| 1988                                               | Erich Mächler                 | Julián Gorospe              | Jesús Blanco Villar        |
| 1989                                               | Pello Ruiz Cabestany          | Remig Stumpf                | Charly Mottet              |
| 1990                                               | Tom Cordes                    | Erich Mächler               | Rolf Gölz                  |
| 1991                                               | Melchor Mauri                 | Steven Rooks                | Peter Hilse                |
| 1992                                               | Melchor Mauri                 | Erik Breukink               | Andrea Chiurato            |
| 1993                                               | Julián Gorospe                | Stefano Della Santa         | Miguel Indurain            |
| 1994                                               | Wjatscheslaw Jekimow          | Miguel Indurain             | Tony Rominger              |
| 1995                                               | Alex Zülle                    | Laurent Jalabert            | Abraham Olano              |
| 1996                                               | Laurent Jalabert              | Íñigo Cuesta                | Mariano Rojas              |
| 1997                                               | Juan Carlos Domínguez         | Armand de Las Cuevas        | Christophe Moreau          |
| 1998                                               | Pascal Chanteur               | Bo Hamburger                | Santos González            |
| 1999                                               | Alekszandr Vinokurov          | Wladimir Belli              | Javier Pascual             |
| 2000                                               | Abraham Olano                 | Juan Carlos Domínguez       | José Alberto Martínez      |
| 2001                                               | Fabian Jeker                  | Michael Boogerd             | Alekszandr Vinokurov       |
| 2002                                               | Alex Zülle                    | Ivan Basso                  | Claus Michael Møller       |
| 2003                                               | Dario Frigo                   | David Bernabéu              | Javier Pascual Llorente    |
| 2004                                               | Alejandro Valverde            | Antonio Colom               | David Blanco               |
| 2005                                               | Alessandro Petacchi           | Aitor Pérez                 | Antonio Colom              |
| 2006                                               | Antonio Colom                 | Ricardo Serrano             | David Bernabéu             |
| 2007                                               | Alejandro Valverde            | Tadej Valjavec              | Fränk Schleck              |
| 2008                                               | Rubén Plaza                   | Manuel Vázquez              | Xavier Florencio           |
| 2009-2015 keine Austragung                         |                               |                             |                            |
| 2016                                               | Wout Poels                    | Luis León Sánchez           | Beñat Intxausti            |
| 2017                                               | Nairo Quintana                | Ben Hermans                 | Manuel Senni               |
| 2018                                               | Alejandro Valverde            | Luis León Sánchez           | Jakob Fuglsang             |
| 2019                                               | Ion Izagirre                  | Alejandro Valverde          | Pello Bilbao               |
| 2020                                               | Tadej Pogačar                 | Jack Haig                   | Tao Geoghegan Hart         |
| 2021                                               | Stefan Küng                   | Nélson Oliveira             | Enric Mas                  |
| 2022                                               | Alexander Wlassow             | Remco Evenepoel             | Carlos Rodríguez           |
| 2023                                               | Rui Costa                     | Giulio Ciccone              | Tao Geoghegan Hart         |
| 2024                                               | Brandon McNulty               | Santiago Buitrago           | Alexander Wlassow          |
| 2025                                               | Santiago Buitrago             | João Almeida                | Pello Bilbao               |